# 破邊洲
破邊洲（英語：Po Pin Chau）是香港一個島嶼，位於西貢區萬宜水庫東壩對出，以六角石柱的奇觀而著名。
1億多年前的侏羅紀時期，香港發生多次火山爆發，噴出大量熔岩及火山灰。噴至火山口邊的火山灰冷卻後，該處成為切面是六邊形的石柱。結構長約200多米，闊約100米，高約63米。
破邊洲原是由糧船灣花山伸延入海的一個海岬，但因長年受海浪侵蝕，結果與花山分離成為海蝕柱。

## 遠足參考
- . 山上行 www.walkonhill.com. 5月8日  [2015-06-07]. （原始内容存档于2015-06-27）.